# أسطوانات نبونيد
تشير أسطوانات نبونيد إلى الكتابة المسمارية للملك نبو نيد من بابل (556-539 قبل الميلاد). هذه النقوش مصنوعة على اسطوانات الطين. وهي تشمل أسطوانة نبونيد منسيبار، وأسطوانات نبونيد من أور، و عددها أربعة.

## الوصف
أسطوانة نبونيد من سيبار هي نص طويل يصف فيه نبونيد كيف قام بإصلاح ثلاثة معابد: حرم إله القمر سين في حران، وملاذ الإلهة المحاربة أنونيتو في سيبار، ومعبد شمش في سيبار.
تحتوي اسطوانات نابونيدوس من أور على النص التأسيسي لزقورة تسمى إي-لوجال-جالجا-سيسا، والتي كانت تابعة لمعبد سين في أور. يصف نابونيدوس كيف قام بإصلاح الهيكل. من المحتمل أن يكون هذا هو آخر نقش بناء للملك وقد يرجع تاريخه إلى كاليفورنيا. 540 قبل الميلاد. النص مثير للاهتمام لأنه يقدم التوفيق الكامل بين سين ومردوخ ونابو.
كما أن أسطوانات نبونيد من أور جديرة بالملاحظة لأنها تذكر ابنًا اسمه بيلشاصر، المذكور في سفر دانيال. حالة الاسطوانات:
«أما أنا، نابونيدوس، ملك بابل، فأنقذني من الخطيئة ضد ألوهتك العظيم وأعطني هدية حياة طويلة الأيام، وأما بيلشاصر الابن الأكبر - نسلي - فاغرس فيك احترام لاهوتك العظيم. قلبه وألا يرتكب أي خطأ عبادي، فليشبع بحياة مليئة.»

## التنقيب
في عام 1854، وجد جون جورج تايلور أربعة أسطوانات مسمارية في أساس زقورة في أور. وقد أودعها نبونيد؛ كل أربعة على ما يبدو لديها نقوش مماثلة.

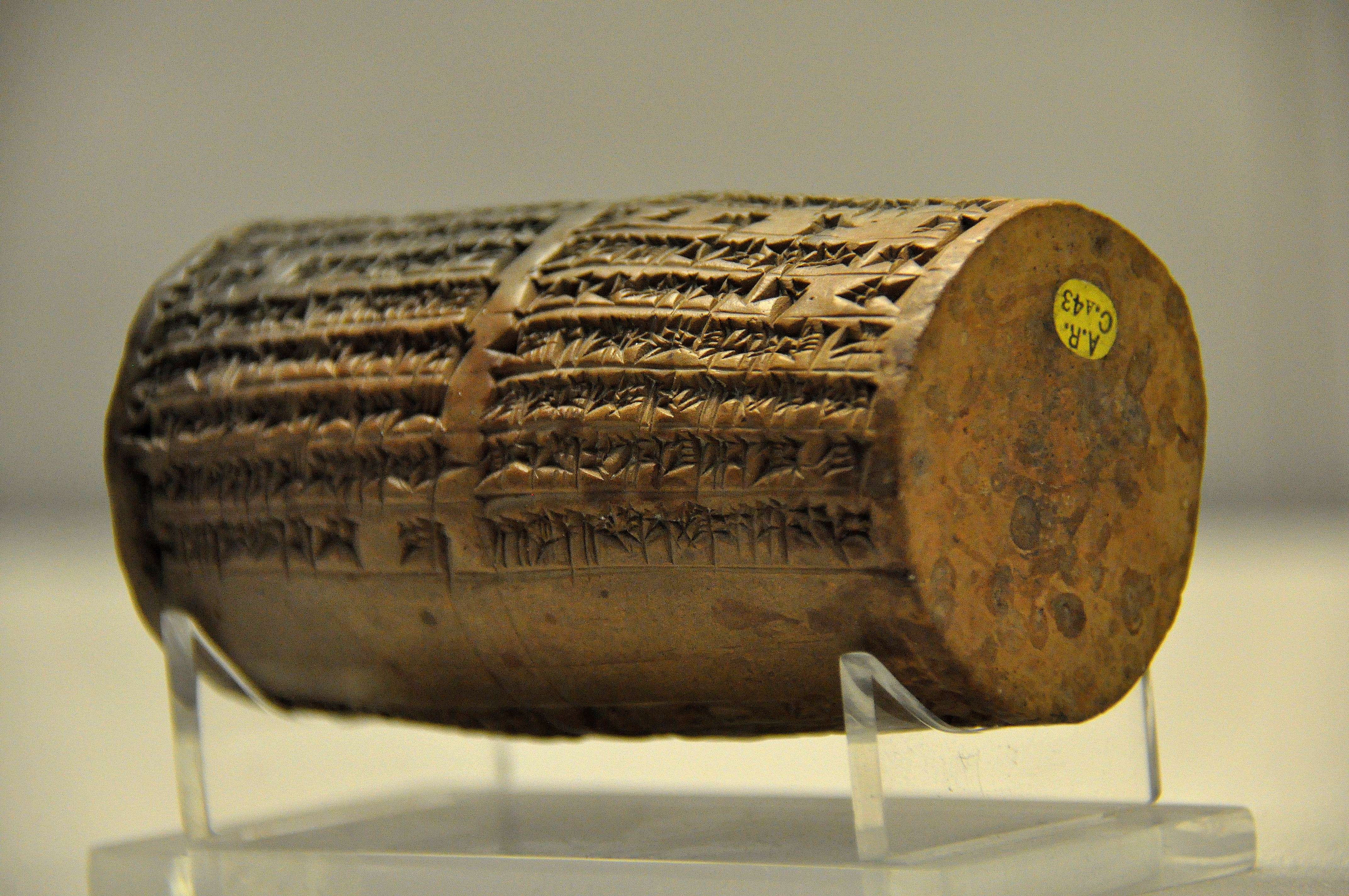
اسطوانة نبونيد من معبد الإله سين في أور ، بلاد ما بين النهرين.

في عام 1881 ، قام أخصائي علم الآثار، هرمز رسام، باكتشاف مهم في سيبار في بابل (يسمى الآن أبو هبا) ، حيث اكتشف معبد الشمس. هناك وجد أيضاً أسطوانة من الطين لنبونيد. هذه الأسطوانة ، التي تم حفرها في القصر الملكي ، موجودة الآن في متحف بيرغامون في برلين. و توجد نسخة في المتحف البريطاني في لندن. تمت كتابة النص بعد عودة نبو نيد من الجزيرة العربية في عامه الثالث عشر في الحكم ، ولكن قبل اندلاع الحرب مع الملك الفارسي قورش الكبير ، الذي ورد ذكره كأداة للآلهة.

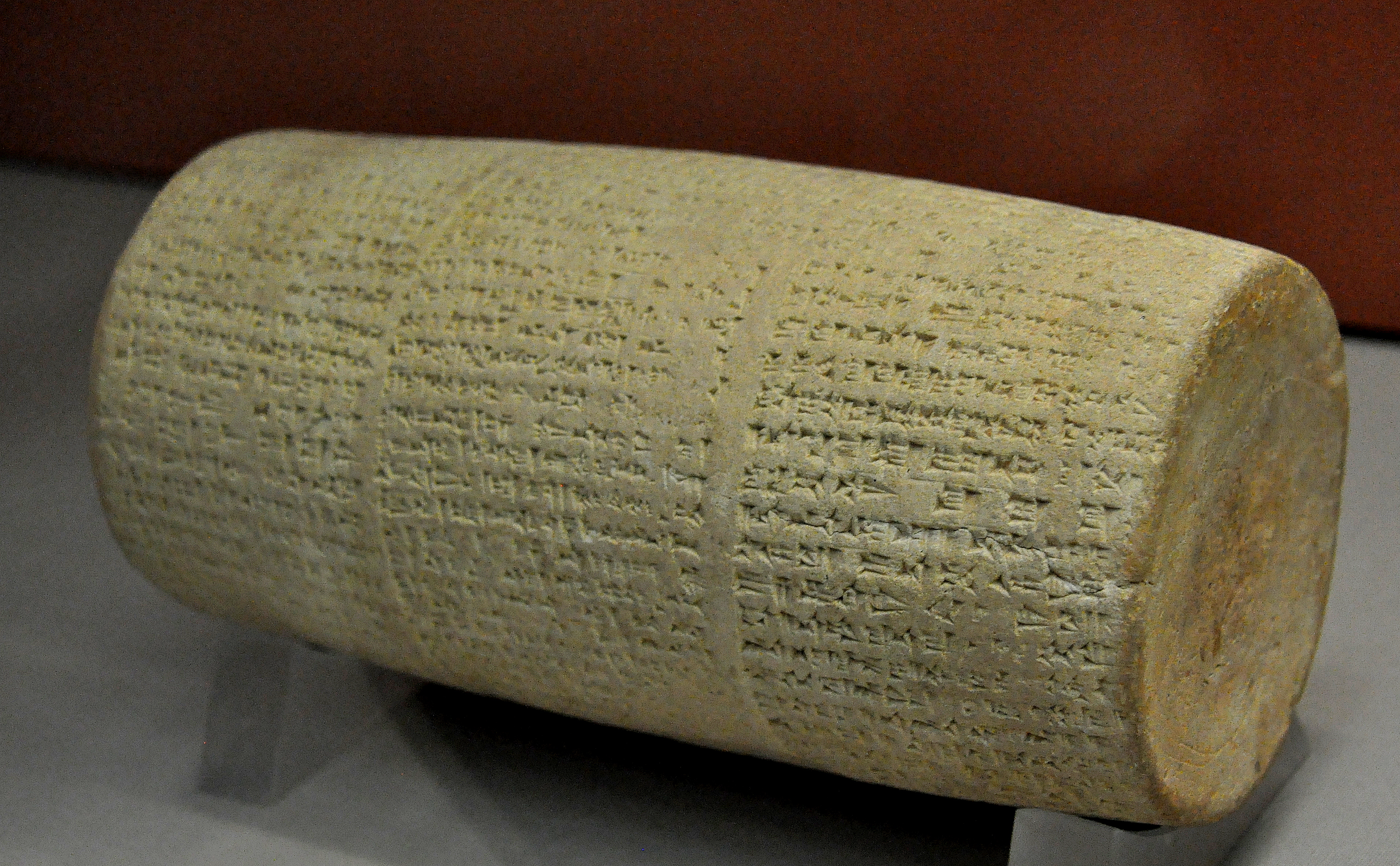
اسطوانة نبونيد من معبد شماش في لارسا ، بلاد ما بين النهرين.

تحتوي أسطوانة نبونيد من سيبار على أصداء من النصوص التأسيسية السابقة ، ويطور نفس المواضيع مثل النصوص اللاحقة، مثل أسطوانة قورش المعروفة ، وهي عبارة عن نصوص طويلة، قصة عن إله غاضب تخلى عن ضريحه، و الذي يتصالح مع شعبه، يأمر الملك باستعادة المعبد، وملك يزيد بصرامة القرابين اليومية. و يتم تضمين الصلوات أيضاً.

## ترجمة اسطوانة سيبار
تمت ترجمة أسطوانة نابونيدوس في سيبار على يد بول آلان بوليو، مؤلف كتاب «عهد نابونيدوس، ملك بابل 556-539 ق.م.»
[i.1-7] أنا، نبونيد، الملك العظيم، الملك القوي، ملك الكون، ملك بابل، ملك الزوايا الأربع، القائم على إيساكيلا وإيزيدا، الذي من أجله سين ونجال في قضى في بطن أمه قدرًا ملكيًا مثل قدره، ابن نبو بلاسي إقبي، الأمير الحكيم، عابد الآلهة العظام
[i.8-ii.25] إهولهول، معبد سين في حران، حيث أسس السيد سين العظيم مكان إقامته المفضل منذ أيام ماضية - فغضب قلبه العظيم على تلك المدينة والمعبد وأثار الميديين ودمروا الهيكل وحولوه إلى خراب - في عهدي الشرعي، تصالح بيل والسيد العظيم مع تلك المدينة والمعبد وأظهرا التعاطف.
في ابتداء ملكي الابدي ارسلوا لي حلما. مردوخ، السيد العظيم، وسين، نور السماء والعالم السفلي، وقفا معًا. تحدث مردوخ معي: «نابونيد، ملك بابل، احمل الطوب على حصان ركوبك، وأعد بناء إهولهول، واجعل سين، السيد العظيم، يقيم مقر إقامته في وسطها.»
لكن مردوخ تحدث معي: «إن الميدي الذي ذكرته، هو وبلده والملوك الذين يسيرون بجانبه لن يكونوا موجودين بعد».
وفي بداية السنة الثالثة [صيف 553] أيقظوه كورش ملك أنشان الثاني في رتبته. قام بتفريق جحافل الميديين الشاسعة بجيشه الصغير. وأسر أستياجيس ملك الميديين وأخذه أسيراً إلى بلاده. هذه كانت كلمة السيد العظيم مردوخ وسين، نور السماء والعالم السفلي، الذي لا يمكن إبطال أمره. خشيت أمرهم الجليل، واضطربت، وقلقت، وظهرت على وجهي علامات القلق. ولم أكن مهملا ولا مقصرا ولا مهملا.
من أجل إعادة بناء إهولهول، معبد سين، أيها السادة الذين يسيرون بجانبي، والذي في حران، والذي بناه آشوربانيبال، ملك آشور، ابن آسرحدون، الأمير الذي سبقني، حشدت قواتي الكثيرة، من بلاد غزة على حدود مصر، بالقرب من البحر الأعلى [البحر الأبيض المتوسط] على الجانب الآخر من نهر الفرات، إلى البحر الأسفل [الخليج الفارسي]، الملوك والأمراء والحكام وقواتي العديدة التي سين، شماش وعشتار -أسيادي- قد عهدوا إليّ. وفي شهر مناسب، في يوم سعيد، الذي كشفه لي شماش وأداد عن طريق العرافة، بحكمة إيا وعسلوهي، بمهارة التعويذة، حسب فن كولا، رب الأسس و الطوب، على خرز من الفضة والذهب، والأحجار الكريمة المختارة، وجذوع الأخشاب الراتنجية، والأعشاب العطرية وقطع خشب الأرز، في فرح وسعادة، على وديعة الأساس لآشوربانيبال، ملك آشور، الذي وجد أساس شلمناصر [الثالث] ]، ابن آشورنصربال [الثاني]، قمت بإزالة أساساته ووضع الطوب فيه.
لقد مزجت ملاطها بالبيرة والنبيذ والزيت والعسل ودهنتُ به منحدرات التنقيب. وأكثر مما فعل الملوك آبائي قد قويت بناءه وأتقنت عمله. ذلك الهيكل من أساسه إلى متراسه قد بنيته من جديد وأكملت عمله. جذوع أرز شامخ من نتاج لبنان وضعت فوقها. وألصقت أبوابها من خشب أرز، رائحتها طيبة. طليت جداره بطبقة من الذهب والفضة وجعلته يلمع مثل الشمس. لقد نصبت في كنيستها «ثورًا بريًا» من سبيكة فضية لامعة، يهاجم أعدائي بشراسة. عند بوابة الشروق قمت بوضع اثنين من الأبطال ذوي الشعر الطويل والمغطين بالفضة، مدمرين للأعداء، واحد إلى اليسار والآخر إلى اليمين. لقد قدت سين ونينجال ونوسكو وسادرنونا - أسيادي - في موكب من بابل، مدينتي الملكية، وبفرح وبهجة جعلتهم يسكنون في وسطها، مسكن المتعة. قدمت في حضورهم ذبيحة تمجيد خالصة، وقدمت هداياي، وملأت إهولهول بأجود المنتجات، وجعلت مدينة حران في مجملها تتألق مثل ضوء القمر.